# Dipturus springeri
Dipturus springeri es una especie de pez de la familia de los Rajidae en el orden de los Rajiformes.

## Morfología
Los machos pueden llegar a alcanzar los 160 cm de longitud total.

## Reproducción
Es ovíparo y las hembras ponen huevos envueltos en una cápsula córnea.

## Alimentación
Come peces, cangrejos y calamares.

## Hábitat
Es un pez de mar y de aguas profundas que vive entre 88-740 m de profundidad.

## Distribución geográfica
Se encuentra desde Lüderitz (Namibia) hasta Sudáfrica y las costas centrales de Mozambique. También está presente en Madagascar y Kenia.

## Observaciones
Es inofensivo para los humanos. 